# Armadillidium maniatum
Armadillidium maniatum är en kräftdjursart som beskrevs av Helmut Schmalfuss 2006. Armadillidium maniatum ingår i släktet Armadillidium och familjen klotgråsuggor. Inga underarter finns listade i Catalogue of Life.